# ستيف سميث (كرة سلة)
ستيف سميث (بالإنجليزية: Steve Smith)‏ مواليد 31 مارس 1969 في هايلاند بارك، هو لاعب كرة سلة أمريكي سابق بدأ مسيرته الاحترافية في سنة 1991 وحمل الرقم 3 و8. يبلغ طوله 6 قدم 8 بوصة (2.0 م). مثّل منتخب بلاده. شارك في مسابقة كرة السلة في الألعاب الأولمبية الصيفية. اعتزل اللعب في 2005.

## فرق لعب لها
- ميامي هيت
- أتلانتا هوكس
- بورتلاند ترايل بلايزرز
- سان أنطونيو سبرز
- نيو أورلينز بيليكانز
- شارلوت هورنتس

## الميداليات
| الميدالية | المسابقة                             |
| --------- | ------------------------------------ |
| ذهبية     | الألعاب الأولمبية الصيفية 2000       |
| ذهبية     | بطولة كأس العالم لكرة السلة 1994     |
| ذهبية     | بطولة أمم الأمريكتين لكرة السلة 1999 |

## روابط خارجية
- ستيف سميث على موقع الاتحاد الدولي لكرة السلة (الإنجليزية)
- ستيف سميث على موقع إن بي أي (الإنجليزية)
- ستيف سميث على موقع سبورتس رفرنس (الإنجليزية)
- ستيف سميث على موقع كرة السلة الأوروبية.كوم (الإنجليزية)
- ستيف سميث على موقع كلية كرة السلة في سبورتس رفرنس.كوم (الإنجليزية)
- ستيف سميث على موقع ريلجم (الإنجليزية)
- ستيف سميث على موقع بروبوليرز (الإنجليزية)
- ستيف سميث على موقع سبورتس رفرنس (الإنجليزية)
- ستيف سميث على موقع أوليمبيديا (الإنجليزية)